# Буглов (стоянка)
Буглов — стоянка эпохи среднего палеолита. Находится возле села Буглов Кременецкого района Тернопольской области.
Открыта в 1989 году А.Ситником и Н.Левчуком. Исследовалась Палеолитической экспедицией Института украиноведения им. И.Крипьякевича НАН Украины (до 1991 — Институт общественных Наук АН УССР) в 1989, 1990, 1992—95 годах. Было раскопано более 300 м² площади, на которой зафиксированы остатки двух культурных слоев — переотложенного позднеашельського и ненарушенного мустьерского (последний датируется 140 тыс.г. назад). На исследованных участках найдено несколько тысяч кремнёвых изделий, среди которых большими сериями представлены нуклеусы, скребла, ножи, скобели, скребки. Культурные слои залегают на разных глубинах в плейстоценовых отложениях и имеют относительные геологические датировки.